# 신푸렌의 난
신푸렌의 난(神風連の乱)은 1876년 10월 24일 구마모토에서 일어난 메이지 정부에 대한 불만으로 일으난 사족 반란으로 ‘경신당의 난’(敬神党の乱)이라고도 불린다.
1876년 10월 24일에 폐도령에 반발하여 구 히고번의 사족 오다구로 도모, 가야 하루카타, 사이토 규사부로 등 약 170명에 의해 결성된 ‘경신당’에 의해 일어난 반란이다. 이 경신당은 반대파로부터 ‘신푸렌’(神風連)이라고, 비아냥거림을 받았기 때문에 ‘신푸렌의 난’이라고 불렸다. 훗날 일부 관계자에 의해 명예를 회복하고 증위(오다구로 카야에게 정5위가 수여)가 이루어졌다.

## 개요
1876년 10월 24일 자정 경신당이 각 부대로 나뉘어 구마모토 진대 사령관 다네다 마사아키의 집과 구마모토 현령이었던 야스오카 료스케의 집을 습격하여 다네다, 야스오카 외에 현청 장교 4명을 살해했다. 그 후, 전원이 정부군인 구마모토 진대(구마모토성에 주둔한)를 습격하여 성내에 있던 병사들을 차례로 살해하고 포병영을 접수했다. 그러나 다음날 아침이 되면서 정부군 측은 고다마 겐타로 등 장교가 나서서 지휘를 하며 태세를 가다듬고 본격적인 반격을 시작했다. 가야, 사이토 등은 총격을 받아 사망했고, 배후였던 오다구로 도모도 총격을 받아 중상을 입고, 인근 민가로 대피한 후에 할복했다. 지도자를 잃자 다른 사람들도 후퇴했고, 많은 이들이 할복을 택했다. 경신 당 측에서 할복으로 죽은 이들은 총 124명이었고, 나머지 50명은 체포되거나, 일부는 참수되었다. 정부군 측의 사망자는 60명, 부상자는 200명이었다.
이 반란은 녹봉처분이나 폐도령으로 인한 메이지 정부에 대한 불만을 폭발시켜 일부 사족들에 의한 반란의 효시가 되는 사건으로, 이 사건에 호응하여 ‘아키즈키의 난’, ‘하기의 난’이 발생하고 이듬해 ‘세이난 전쟁’으로 이어진다.

## 경신당
경신당은 옛 히고번의 사족 중 삼대 세력의 하나였던 근황당 일파이다. 히고 번에서는 교육 정책을 놓고 세 파벌로 나뉘었으며, 번교에서 주자학 교육을 중심으로 한 학교당, 요코이 쇼난 등이 제창한 교육과 정치적 관계를 중시하는 실학당, 하야시 오엔을 선조로하는 고쿠가쿠(国学), 신토(神道)를 기본으로 한 교육을 중시하는 근황당(가와카미 겐사이, 오다구로 도모, 가야 하루카타 등)이 존재했다. 근황당 중 메이지 정부에 강한 불만을 품은 구성원에 의해 경신당이 결성되었다.
이 경신당은 신토의 신앙심이 매우 강했기 때문에, 주위에서는 ‘신푸렌’(神風連)이라고 불렀다. 경신당의 구성원 중 많은 이들이 신쇼쿠(신관)였으며, 신카이 대신궁에서 ‘우기비’(宇気比, 우케)라는 서약기도하고, 신탁대로 거병했다고 주장했다.
미시마 유키오는 말 신푸렌의 난에 강한 관심을 갖고 경신당의 사상에 공감하고 있었다고 한다.

## 에피소드
다네다가 살해되었을 때, 그 자리에 있던 다네다의 애첩 코카츠는 부상당한 몸으로 구마모토 전신국으로 달려 가서 “남편은 안됨. 나는 부상”이라는 전보를 도쿄의 부모에게 전송했다. 이 에피소드는 짧고 간결하고, 정확하게 요약한 중요한 전보 문체의 전형이라고 ‘조야 신문’의 지상에 소개되었다. 그 후, 가나가키 로분이 각색한 것이 일반적으로 퍼져 전보의 이용 방법이나 유용성이 확산되는 계기 중 하나가 되었다.

## 사쿠라야마 신사
구마모토현 구마모토시 중앙구 구로카미(黒髪)에는 신푸렌 인물들을 합사한 사쿠라야마 신사가 위치해 있고, 그 경내에는 신푸렌 자료관이나 이야시 오엔(林桜園), 미야베 데이조(宮部鼎蔵), 가와카미 겐사이 등 소위 일본이 신푸렌 열사라고 부르는 123인의 무덤이 있다.

## 같이 보기
- 텐구당의 난
- 비합리주의

## 참고자료
- 荒木精之 『神風連実記』（新人物往来社, 1971년 11월)
- 原 剛 『明治期国土防衛史』（錦正社, 2002년) ISBN 4-7646-0314-4
- 渡辺京二 『神風連とその時代』（洋泉社MC新書, 2006년 6월) ISBN 4-86248-036-5
- 鈴木 喬/監修 『神風連資料館収蔵品図録』（神風連資料館, 1987년)

### 관련 도서
- 小早川秀雄 『血史熊本敬神党』（隆文館, 1910년)
- 福本日南 『清教徒新風連』（実業之日本社, 1916년)
- 石原醜男 『神風連血涙史』（大日社, 1935년)
- 熊本日日新聞社編纂 『구마모토현대백과사전』（熊本日日新聞社, 1982년)
- 荒木精之『근대에의 반역』（熊本出版文化会館, 1992年）